# Suwadiwy
Suwadiwy – określenie stosowane do trzech południowych atoli Malediwów, Addu, Huvadu i Fuahmulah, które w latach 1959–1963 stanowiły niezależne państwo. 
3 stycznia 1959 mieszkańcy południowych atoli Malediwów ogłosili niezależność od rządów brytyjskich i powołali Zjednoczoną Republikę Suwadiwów. Stolicą nowego kraju zostało Hithadhoo, prezydentem został Abdullah Afeef Didi.
Już w czerwcu 1959 Brytyjczycy zajęli atol Addu, zaś rok później dokonali desantu na Huvadu. 23 września 1963 ludność Suwadiwów została zmuszona do ponownego uznania rządów brytyjskich.